# Maite Ruiz de Larramendi
Maite Ruiz de Larramendi (Eulate, 11 de setembre de 1973) és una pilotari navarresa, tot i que algunes fonts indiquen que és nascuda a Beasain (Guipúscoa, Euskadi).

## Biografia
La seva vida ha transcorregut jugant a la pilota contra les parets d'un frontó o de casa, i va començar a competir a mà quan tenia vuit anys, nenes i nens barrejats, en el club d'Améscoa. Va ser campiona d'Euskadi i subcampiona de Navarra, i en aquella època va arribar vèncer Ruben Beloki (un dels pilotaris més guardonats, posteriorment) en un enfrontament per parelles. Però als 14 anys li van recomanar al seu pare que abandonés perque era una dona i es faria malbé les mans, i llavors van deixar d'apuntar-la a campionats i tornejos i va canviar la pilota per l'acordió. El seu rendiment en els estudis va baixar, i també estava més trista.
En arribar als 18 anys Adon Larrion, que llavors entrenava a Susana Muneta, va recordar-se d'ella i la va trucar; va animar-la a passar una prova en la disciplina de pala, que va superar per la manera de posicionar-se i d'encarar la pilota. Amb el seu retorn a la pilota va començar a entrenar amb Susana Muneta, Adon, la seva dona i altres nois, i juntament amb Muneta va començar una carrera d'èxits. Als 19 anys va obtenir el bronze en el seu primer Mundial sub-22.
Ha aconseguit tota una col·lecció d'èxits i trofeus en mundials, campionats europeus i copes del món, però, malgrat això, en cap moment no s'ha pogut professionalitzar. Ha hagut de treballar com a radiòloga a l'Hospital Virgen del Camino de Pamplona i a l'Hospital de Navarra i resignar-se a ser una esportista amateur, perque la pilota basca és un món tradicionalment masculí i la beca més quantiosa que ha rebut durant aquest temps van ser 2.000 € per a quatre anys.
La seva història és una de les que explica el curtmetratge documental Las pelotaris (2015), dels navarresos Daniel Burgui, Andrés Salaberri i Jokin Pascual, que retratava el Mundial de Pilota Basca a Mèxic de 2014.
Després d'una llarga carrera plena d'èxits, però sense ressò social ni mediàtic, l'any 2018 va renunciar al Mundial de Pilota Basca que es disputava aquell octubre a Barcelona per discrepàncies amb la llista de la federació, i va anunciar que es retirava de la selecció espanyola, tot i que no ho va fer dels tornejos individuals.

## Palmarès
- 1994: medalla de bronze en el Mundial de Pilota Basca de Sant Joan Lohitzune (País Basc francès)[6]
- 1998: medalla d'or en el Mundial de Pilota Basca de Mèxic[6]
- 1998: millor esportista femenina (Federació Espanyola de Pilota)[5]
- 2002: medalla de plata en el Mundial de Pilota Basca de Pamplona (Navarra)[6]
- 2006: medalla de plata en el Mundial de Pilota Basca de Mèxic[6]
- 2010: medalla d'or i millor pilotari en el Mundial de Pilota Basca de Pau (Occitània)[6]
- 2010: millor pilotari del Mundial 2010 (homes i dones)[8]
- 2009: Real Orden al mèrit esportiu[9]
- 2011: premi a l'esportista femenina més destacada, pel Govern de Navarra.[3][10]
- 2014: medalla de plata en el Mundial de Pilota Basca de Mèxic[6]